# Дзвониха
Дзвони́ха — село в Україні, у Вінницькому районі Вінницької області. Площа 2,45 тис. кв. км. Населення: 330 чол., з яких — 247 виборців. Входить до складу Тиврівської селищної громади.

## Географія
Село розташоване за 7 км на південний схід від центру громади, селища Тиврів.
Сусідні населені пункти:

## Історія

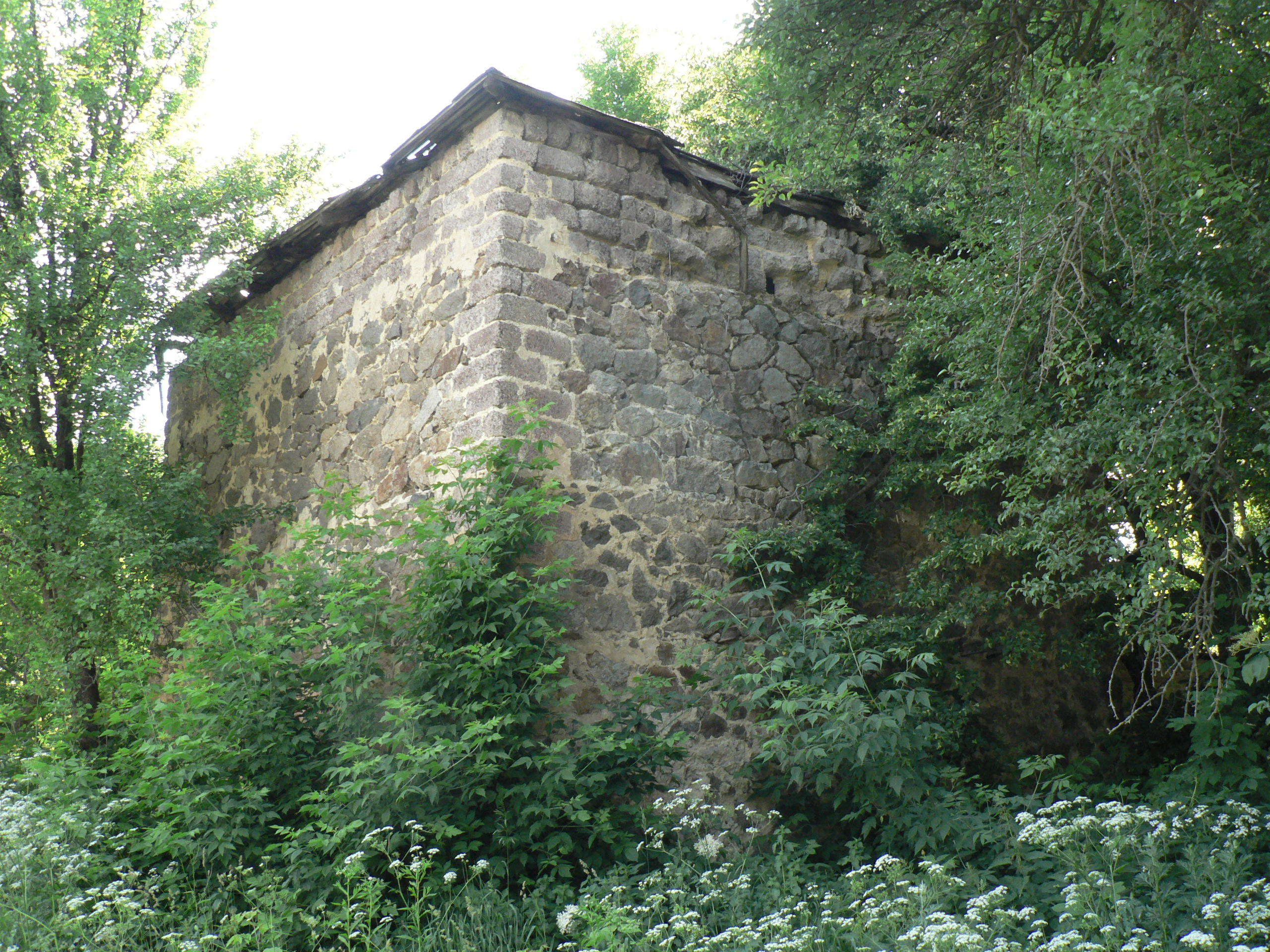
Дзвониха. Господарська споруда

### Заснування
Перша письмова згадка про село відноситься до 1505 р. У грамоті короля Олександра йдеться про те, як великий князь литовський Вітовт дарував «землянину» Герману Дашкевичу «за вислугу» містечко Тиврів з такими навколишніми володіннями, як — "Збуново (Дзвониха), Кліщів, Соколинці, Шендерів, Тростянець, Жахнівка. І хоча сама грамота датована 1505 - м роком, можна впевнено говорити про існування Дзвонихи ( Збунова) ще принаймні у 1430-му році. Адже саме у цьому році помер Великий князь Вітовт, відповідно він не міг дарувати землі пізніше цієї дати. Втім як і раніше 1411-го року , коли здобув таке право. Цей рік вважається датою заснування Дзвонихи.
Назва Збуново з часом перетворюється на Дзбоніци, а потім на Дзвониху і, за легендою, походить від ремісників, що колись жили в оцих місцинах і виготовляли дзвони.

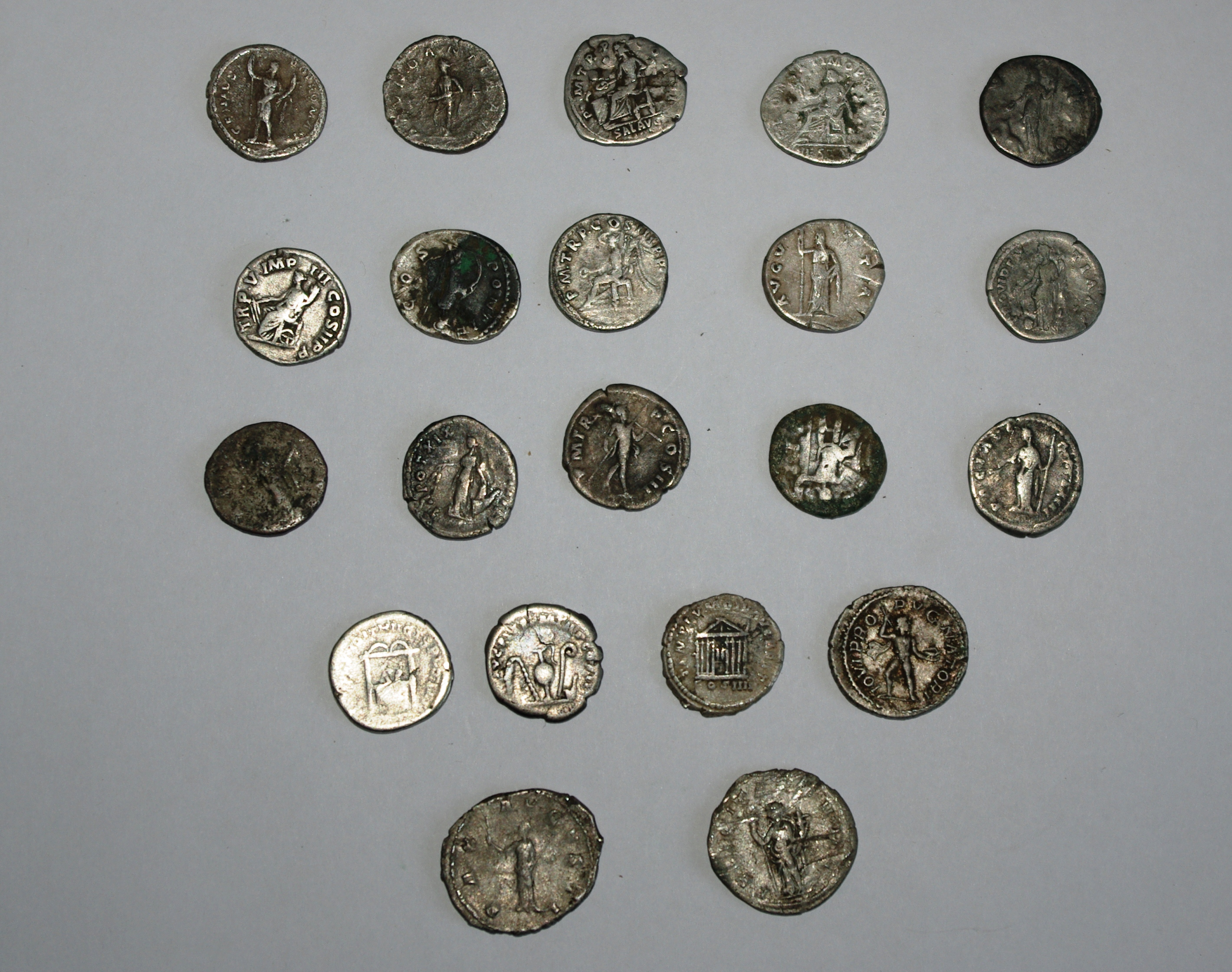
Римські монети, знайдені на Тиврівщині (з приватної колекції)

### Давнина
Втім люди оселялися тут й раніше. На теренах села археологами були виявлені: одне поселення епохи бронзи (XVI–XIV ст. до н. е.), два поселення Зарубинецької культури (І ст. до н. е. — II ст. н. е.) та два поселення Черняхівської культури (II–IV ст.). На сільських полях знайдені шість денаріїв часів Римської імперії. У середині І тисячоліття після створення східнослов'янським племенем тиверців «Тиврівського оградища» розвинулося і поселення на місці теперішньої Дзвонихи.

### Під владою Литви та Польщі
У часи панування Великого князівства Литовського, згідно з Грамотою від 1505 року, онук Г. Дашкевича «Федько бив чолом королю» і отримав від литовського князя Казимировича підтвердження на право володіння Дзвонихою на умовах «отчини», бо попередні документи на володіння погоріли під час нападів на Брацлав татар.
З переходом під польську корону, село пережило козацько-селянські виступи під проводом Криштофа Косинського у 1591 р. та Северина Наливайка у 1594 р. Коли на початку XVII століття Річ Посполита вступила у війни з багатьма країнами, Дзвониха прийшла у занепад. В 1613 році в селі залишилось тільки 5 господарств.

### Козацька доба
У червні 1648 р., загони Максима Кривоноса визволили село від польсько-шляхетського панування. Тут проходили полки Данила Нечая та Івана Богуна. З утворенням під час Національно-визвольної війни українського народу проти Речі Посполитої адміністративної одиниці «Брацлавський полк», Дзвониха увійшла до складу «Краснянської сотні». Серед козаків сотні — жителі Дзвонихи: Гордій Уласенко, Данило Склобенко, Яким Краснопора, Онисько Стоболка, а поміж курінних отаманів у 1649–1652 рр. — уродженець села Гордій Вусаненко.

### Панщина

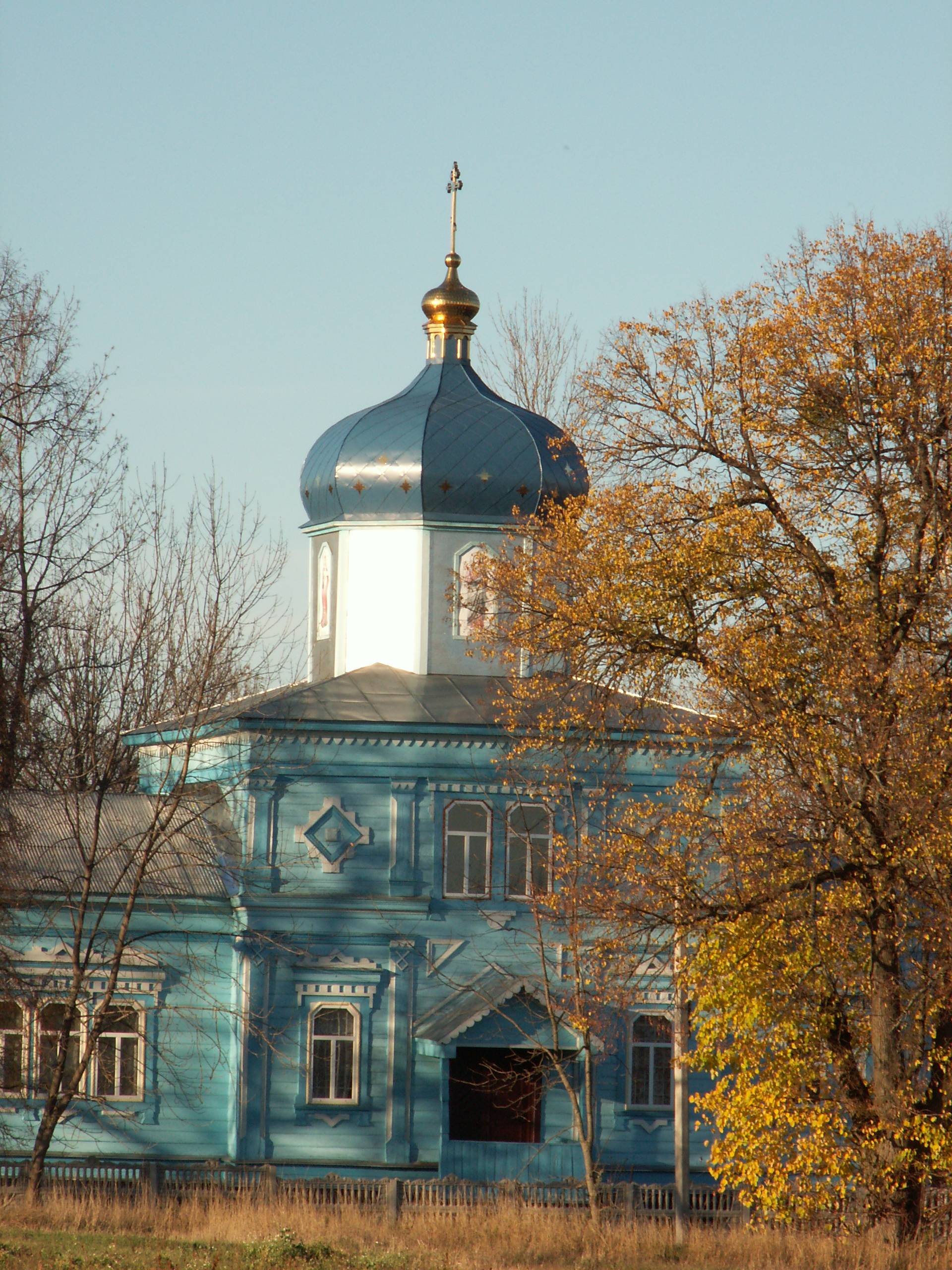
Покровська церква в Дзвонисі, 1888

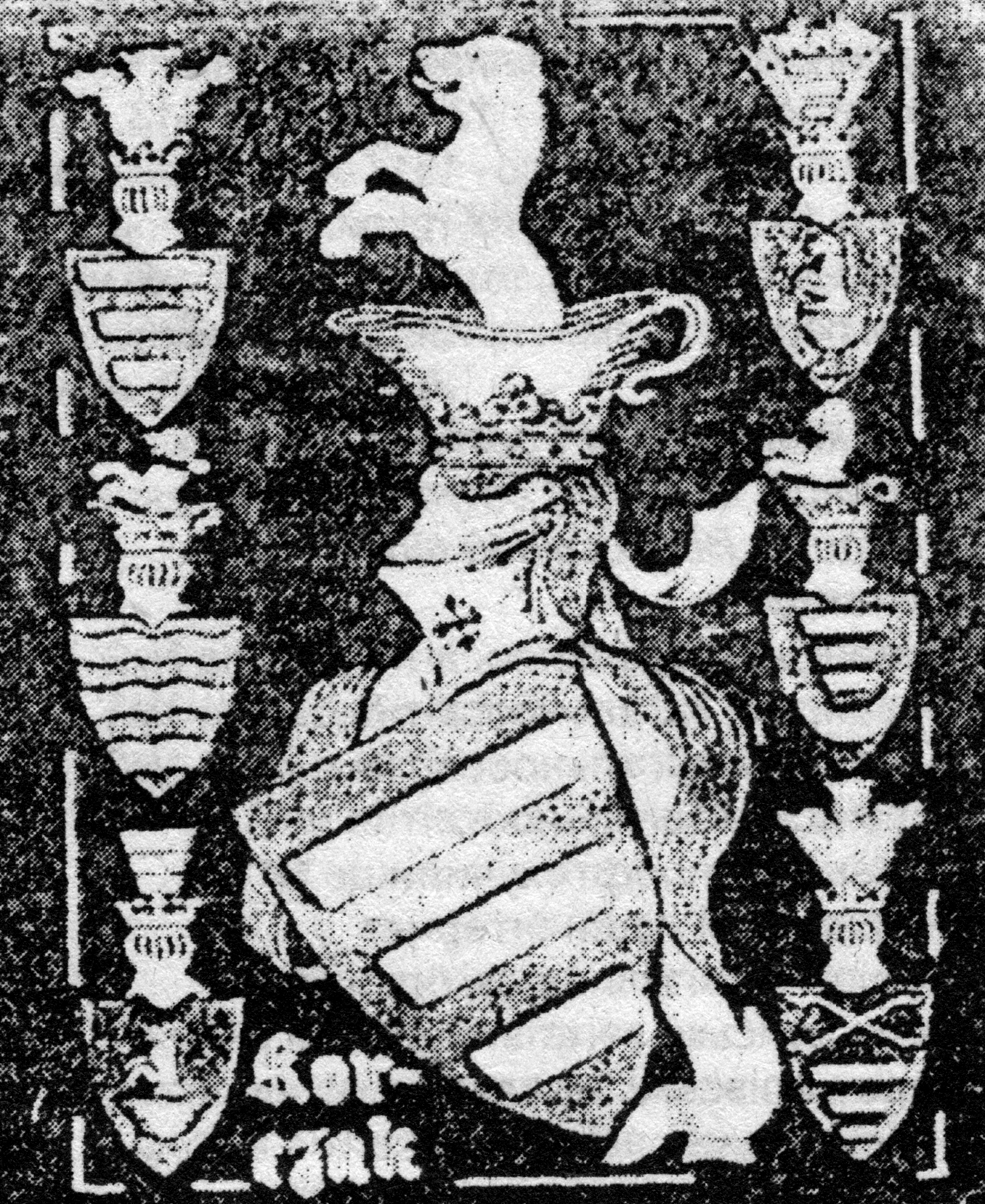
Герб Ярошинських «Корчак»

З XVIII століття Дзвонихою володіє родина польських магнатів Ярошинських. Після смерті у 1739 р. батька, а згодом і брата Августина Дзвониха разом з багатьма селами Тиврівщини переходить до Захарія Ярошинського (1700 р. н.). Після його смерті Дзвониха стає спадщиною одного з його синів — Ігнація, який докупляє у 1786 р. до сільських земель маєток Четвертинських і Міхала Калетинського, затятого суперника Ярошинських за володіння Тиврівщиною. Ще у 1753 р. М. Калетинський написав настоятелю церкви села Дзвониха І. Прокоповичу дослівно: «…позволяю пользоваться грунтами й полями, сколько он может вспахать одним плугом осенью и весною, к празднику Святого Покрова позволяю выкуривать хорошей водки один спуст и варенье пива в один вар (war), выкуривать по одной кадке водке и по одному боченку пива к празднику Рождества и Пасхи, освобождаю от пчелиной десятины».
Дзвонихою згодом володіє інший брат Захарія — Францішек, який був гайсинським підкоморієм, маршаликом шляхти й межовим суддею Гайсинського повіту повіту. В 1851 р. село переходить у володіння його сина — Юзефа (1826 р. н.), який став одним з найбільших землевласників на Поділлі.
Станом на 1 січня 1869 р. Дзвониха є центром однойменної волості Брацлавського повіту, до якої також належать Соколинці, Колюхів, Івонівці, Жахнівка та Онитківці.
В 1888 р. в селі будується нова церква на честь Покрова Пресвятої Богородиці з одноярусним іконостасом. Вартість її будівництва склала 11 699 рублів 86 коп. Священик Ф. Рущинський заповів церкві у білетах 4% державної ренти 250 крб. та 150 крб. — на користь церковно-приходській школі. Попередня Покровська церква 1737 р. побудови була розібрана і продана у село Перепеличчя Брацлавського повіту. З 1883 р. діє народна школа, а з 1887 р. — жіноча школа грамоти.
У 1893 р. у Дзвонисі нараховується 151 подвір'я і мешкає 1078 жителів., а вже через 8 років — в селі проживає 1441 чол. Усі переважно займаються садівництвом і рільництвом.

### На рубежі ХІХ— ХХ століть

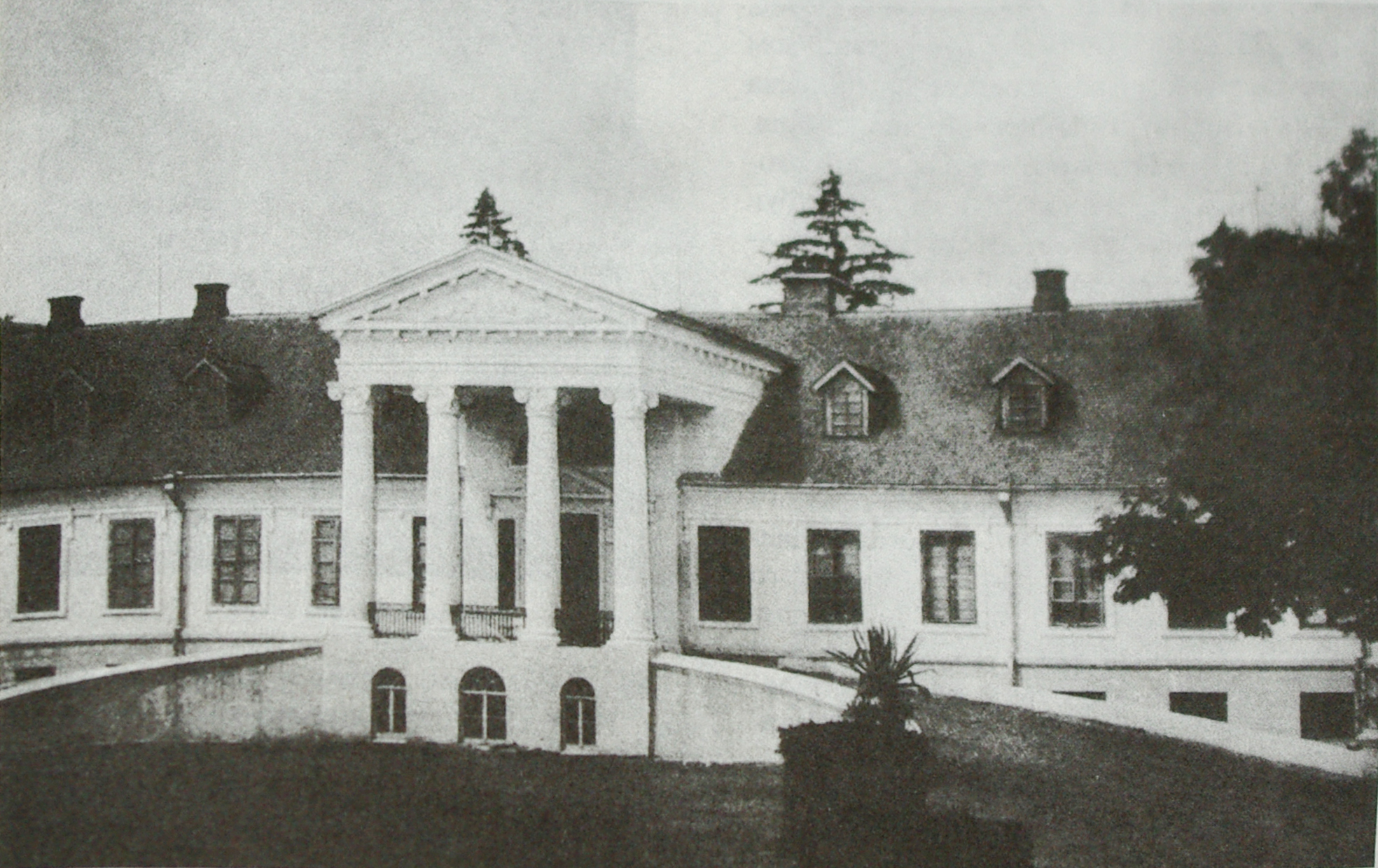
Палац Ярошинських у Дзвонисі

В свою чергу син Юзефа — Францішек, володіючи селом, модернізує палац, побудований ще прадідом Ігнацієм. В дзвониському маєтку була зібрана багата бібліотека й родинний архів, перевезений з Тиврова після продажу тамтешнього палацу. Понад 100 книг з цієї бібліотеки зараз зберігаються у ВОУНБ ім. К. Тімірязєва. У палаці кілька разів гостював влітку відомий французький художник-анімаліст Русо, який виконав там кілька картин, пізніше виставлених у Парижі. Деякі з них демонструвались у палацовій галереї.
З 1904 року Францішек Ярошинський постійно живе в Дзвонисі. Ще до Першої світової війни він проклав бруківку з Тиврова до Дзвонихи, щоб їздити першим на Поділлі автомобілем «Рено», виписаним з Франції. У 1905 — 1906 рр. селяни примусили пана виплатити гроші за завдані їм збитки. Як розповідали свідки, з великої скрині Ф. Ярошинський роздавав селянам паперові асигнації.

### ПередПершою світовою війною

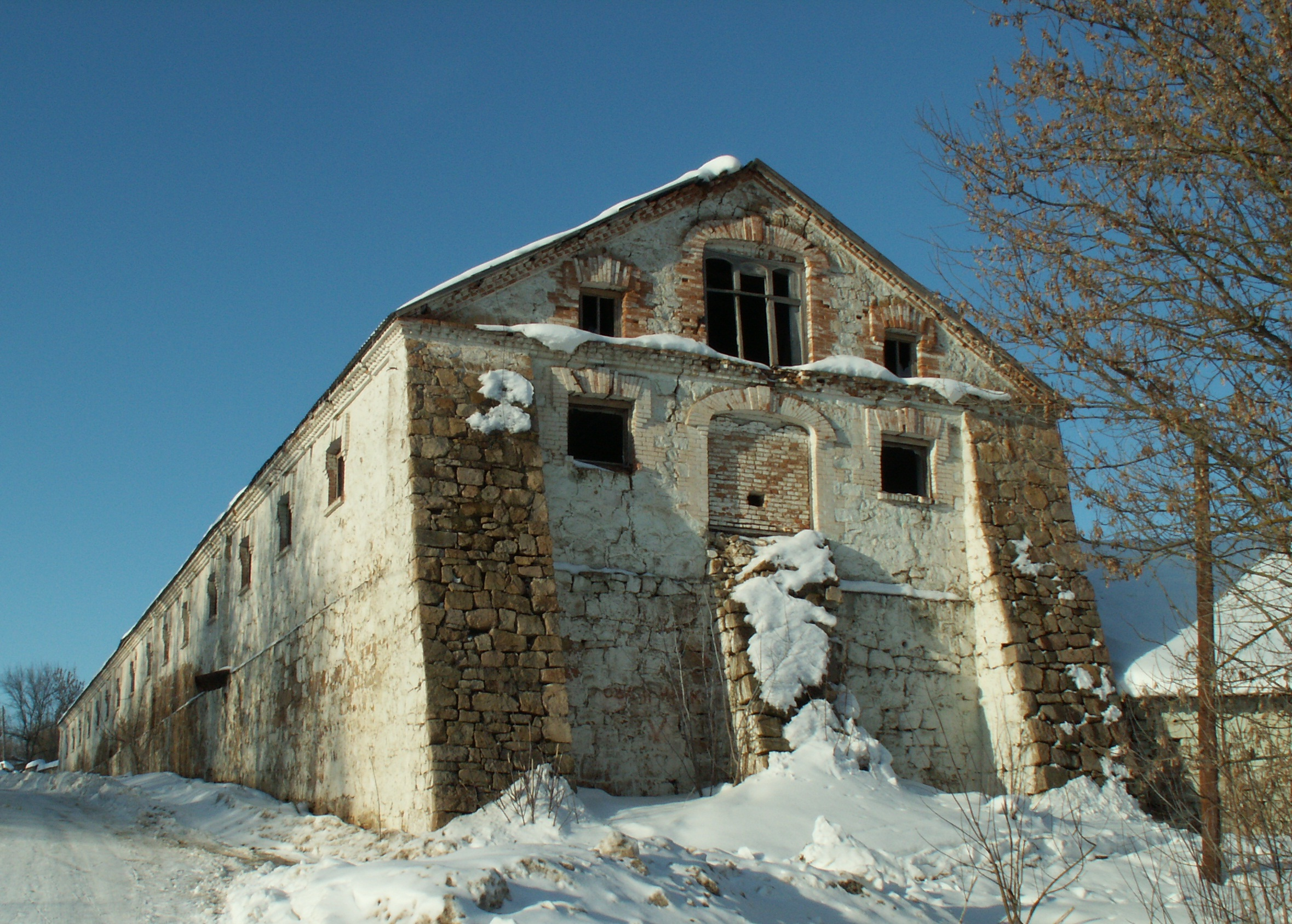
Конюшні Ярошинського в Дзвонисі

Станом на 1913 р. в селі Дзвониха, яка на той час перебуває вже в складі Лучанської волості Брацлавського повіту, налічується 278 обійсть і проживає 1548 мешканців.
Церковну парафію очолює парох Микола Олександрович Крижановський. Працюють винний погріб, водяний млин в оренді у A. І. Кохановського. Дві його турбіни виготовляють щороку по 200 тис. пудів борошна.
З 1910 р. діє ремісне училище з майстернями, де готувалися ковалі та теслі. 1 квітня 1913 р. в Дзвонисі на гроші, відпущені повітовим земством, була відкрита ткацька навчально-показова школа. У школі було встановлено 7 ткацьких верстатів шириною 100 см кожний. У серпні 1913 р. в школі навчалось 5 учениць, яким видавалось 20% від продажної ціни виготовлених ними виробів.

### Перед революцією
У роки Першої світової війни більшість чоловічого населення села була мобілізована на фронти. Рядовий Попик Павло Олексійович за хоробрість був двічі нагороджений Георгіївським хрестом. У цей період поміщик Ф. Ярошинський поставляв армії скакових коней, фураж, продовольство.

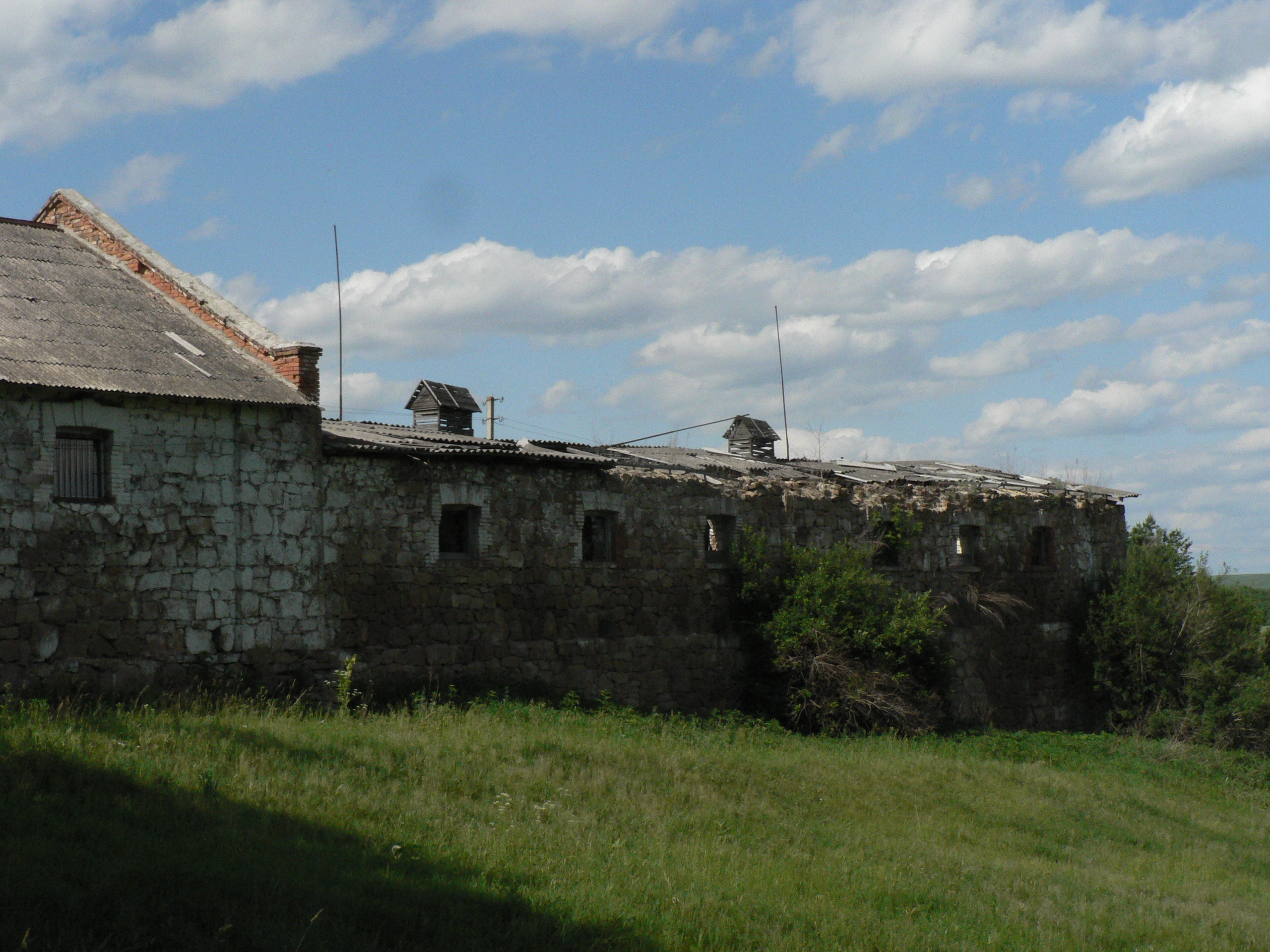
Конюшні Ярошинського в Дзвонисі

### Революційна доба

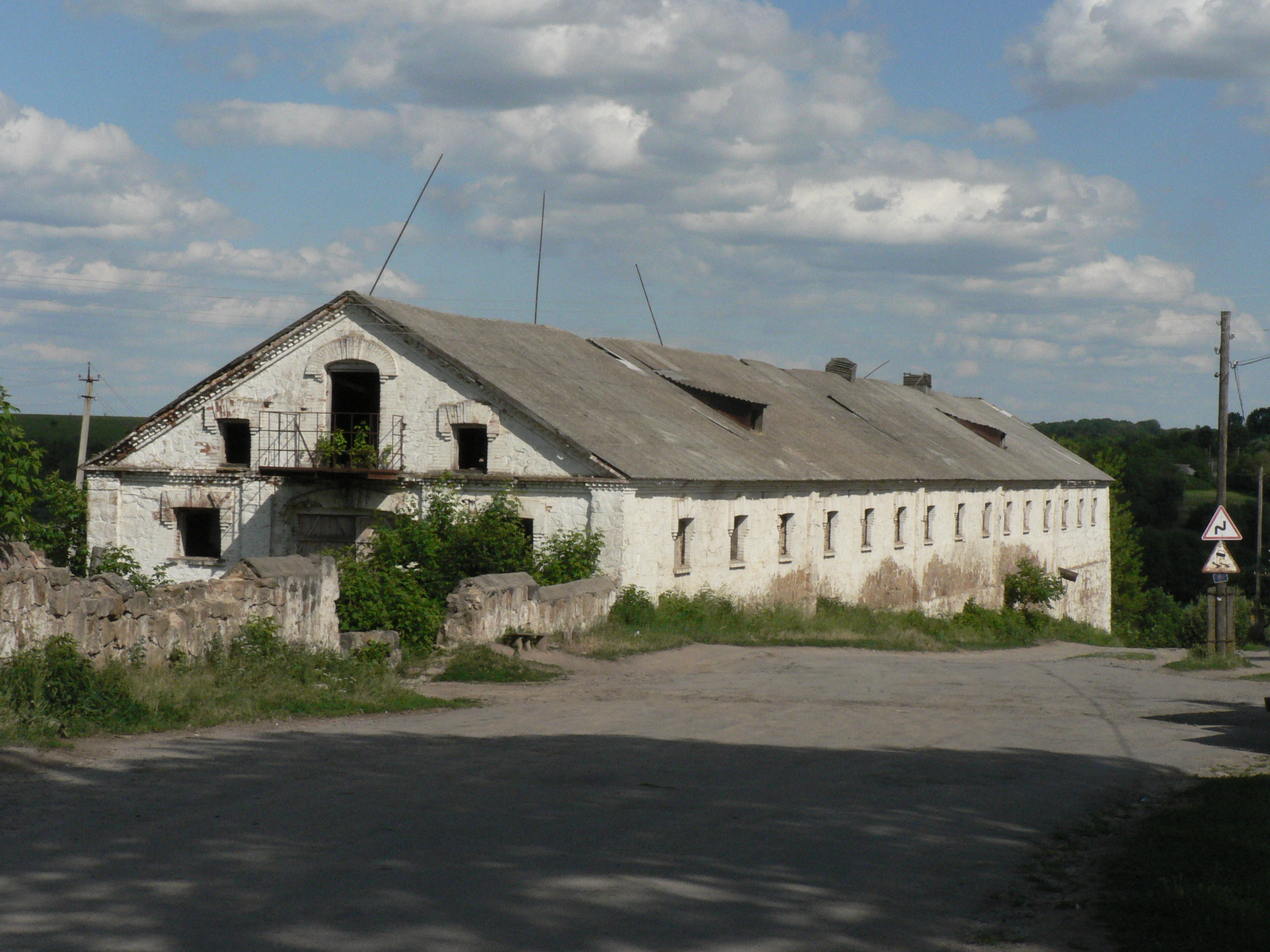
Конюшні Ярошинського стали колгоспними спорудами

Перед Жовтневим переворотом 1917 р. в селі існувало 304 двори і мешкало 1883 чол. 
7 (20) листопада 1917 року, відповідно до Третього Універсалу Української Центральної Ради, увійшло до складу Української Народної Республіки.
У часи революційної колотнечі селяни конфіскували поміщицьку землю (березень 1918 р.) і за декілька тижнів розібрали двоповерховий палац Ярошинських, а рештки спалили. Залишки внутрішнього убранства панського маєтку були розтягнуті по домівках односельців. До сьогоднішніх часів збереглися лише дві будівлі з панського маєтку — кам'яна конюшня та воловня під червоною черепицею, а також приміщення старої школи.
Влада часто змінювалася протягом 1917–1920 рр. На зелені свята, у червні 1918 р. в селі точилися бої з батальйоном польських легіонерів, а 14 серпня 1921 р. через Дзвониху проходив на Тиврів загін курінного отамана УНР Артема Онищука, уродженця сусіднього села Соколинці.
У 1920 р. в селі мешкало 1240 жителів, 63 чоловіки перебували в армії. У сільських господарствах було 245 коней, 247 корів, 946 овець, 350 свиней. У жовтні місяці того ж року організовано комнезам (Комітет незаможних селян), який очолив К. Король. З 1921 р. в селі почало діяти сільськогосподарське товариство «Просвітянин». У вересні 1927 року створюється перше колективне господарство щодо спільної обробки землі «Колос», яке мало 55 гектарів землі.

### Рокирадянського устрою

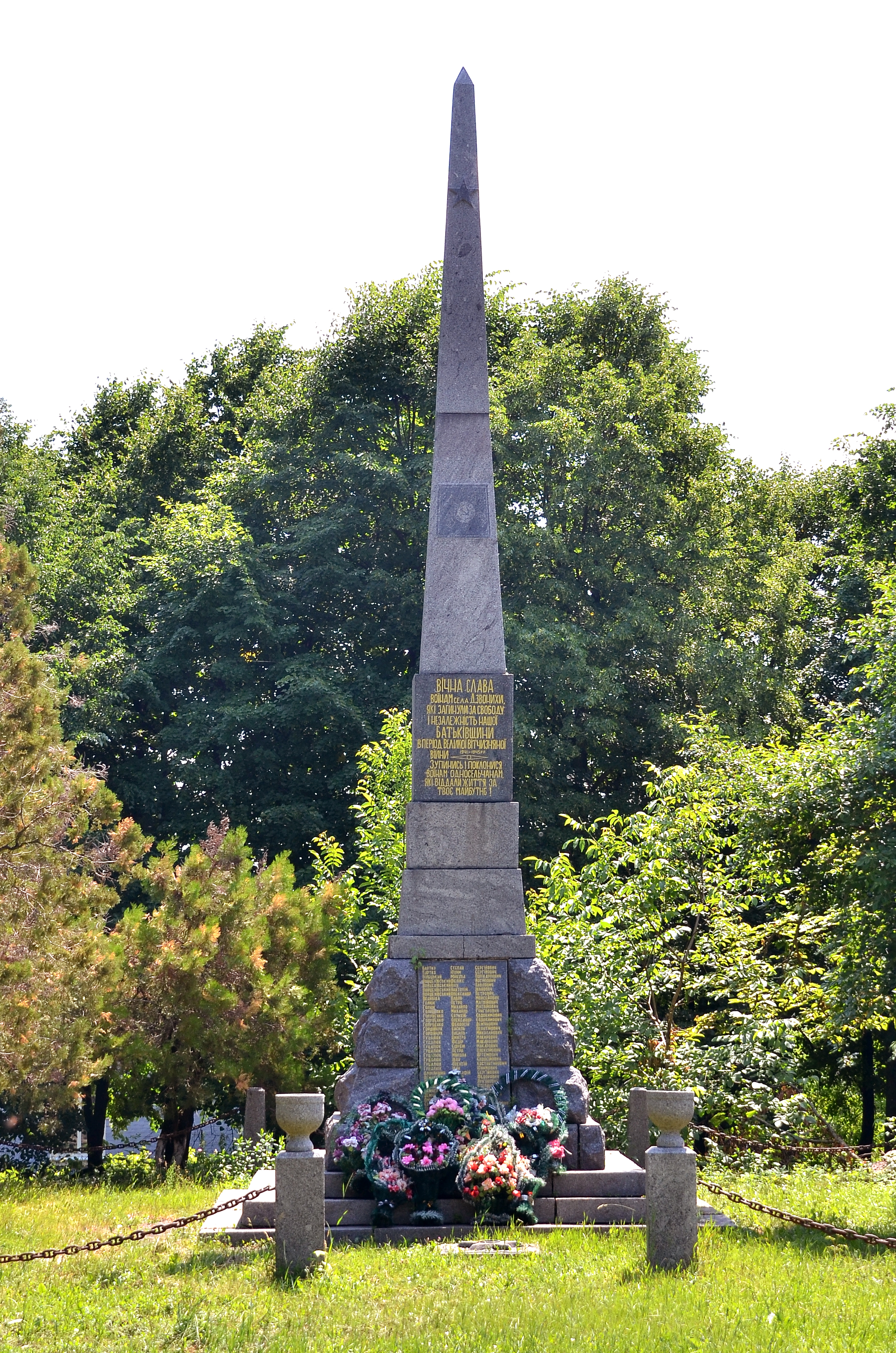
Пам'ятник в с. Дзвониха 129 воїнам — односельчанам, загиблим на фронтах ВВВ

Колгосп у Дзвонисі створювався двічі. Перший раз — у 1929 р., втім люди розбіглися і позабирали своє майно, другий раз — наступного, 1930, року. Він отримав назву «Серп і Молот», першим головою був Севастян Юстинович Король. В селі до цих пір існує могила комсомольця С. І. Патлатюка, вбитого у 1929 р. т. зв. куркулями. Під час розкуркулення 2 родини були вислані за межі України, 6 — в інші села Тиврівського району. Жертвами голодомору 1932–1933 рр. стали 180 селян. За свідченнями, були факти людожерства.

### Друга світова війна
Село було окуповано 20 липня 1941 р. і потрапило під управління румунського регіону «Трансністрія». У липні 1942 р. у Дзвонисі утворено підпільну групу, яка переховувала поранених червоноармійців, розвідників і взяла участь у розгромі місцевого румунського гарнізону під час глибокого рейду у тил противника в січні 1944 р. частин 1-ї танкової армії генерала М. Ю. Катукова.
Остаточно Дзвониха була звільнена саме у 1000-й день війни, 17 березня 1944 р., у рамках Проскурівсько-Чернівецької операції 100 стрілецька дивізія 106 стрілецького корпусу 38 загальновійськової армії до 10 години ранку одним полком переправилася через Буг в районі Канави, другим полком на марші з Колюхова на Дзвониху і третім — з Онитківець на Черемошне. До сімнадцятої години дивізія полковника Красавіна Федора Михайловича трьома полками проминула рубіж Курники — Іванківці Безпосередньо Дзвониху звільняв 683-й стрілецький полк.
«Совінмормбюро» цього дня повідомило: «Южнее города Винница наши войска продолжали вести наступательные бои, у ходе которых заняли несколько населенных пунктов и среди них Потоки, Сидава, Гришевцы, Маянив, Шершни, Василевка, Звониха, Колюхов, Канава».
У роки війни загинуло жителів села і закатовано нацистами — 129 чоловік, 47 людей повернулися з війни інвалідами. Пам'ятник воїнам-односельцям встановлено у 1970 р.

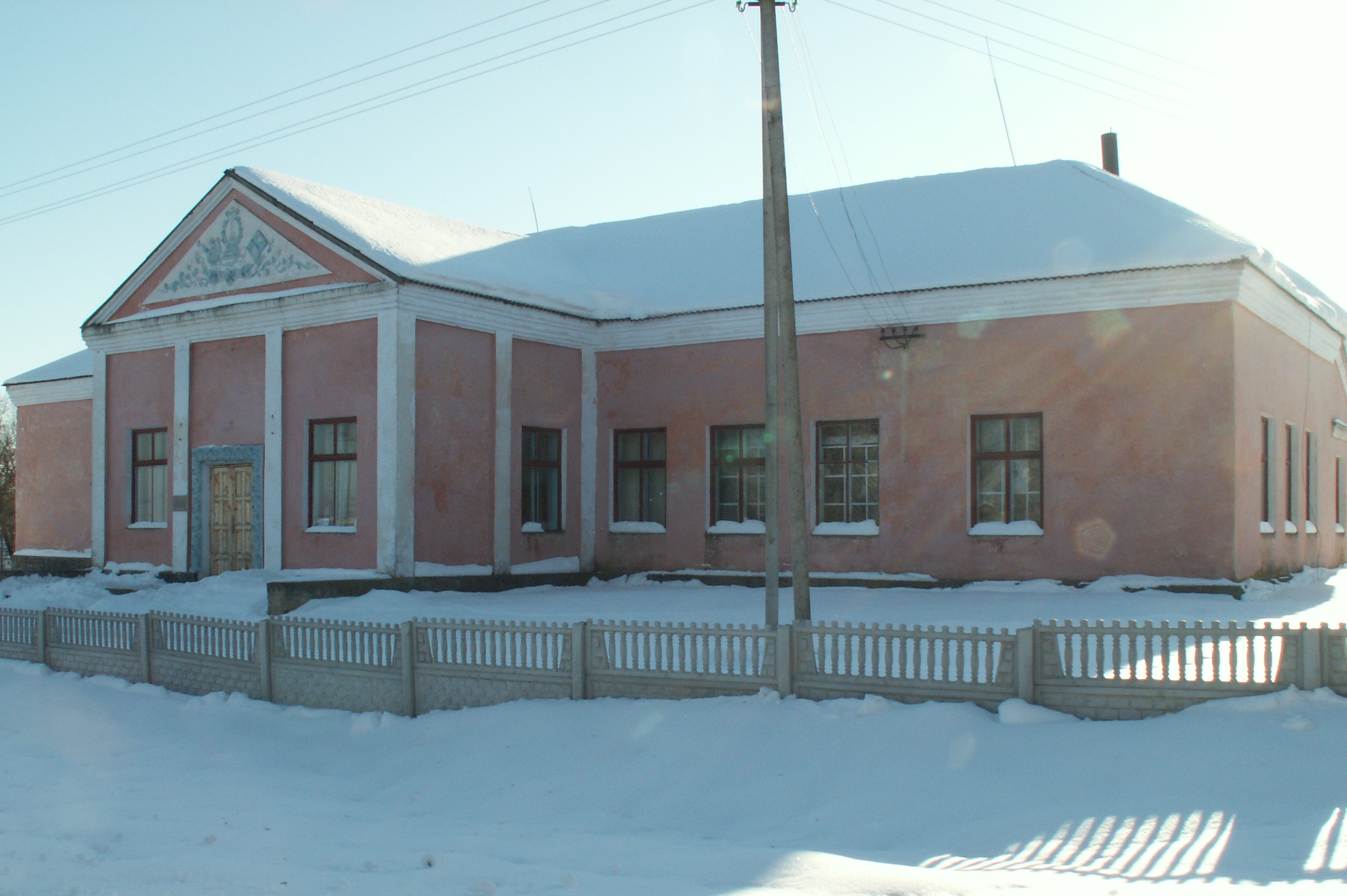
Клуб в Дзвонисі

### Новий час

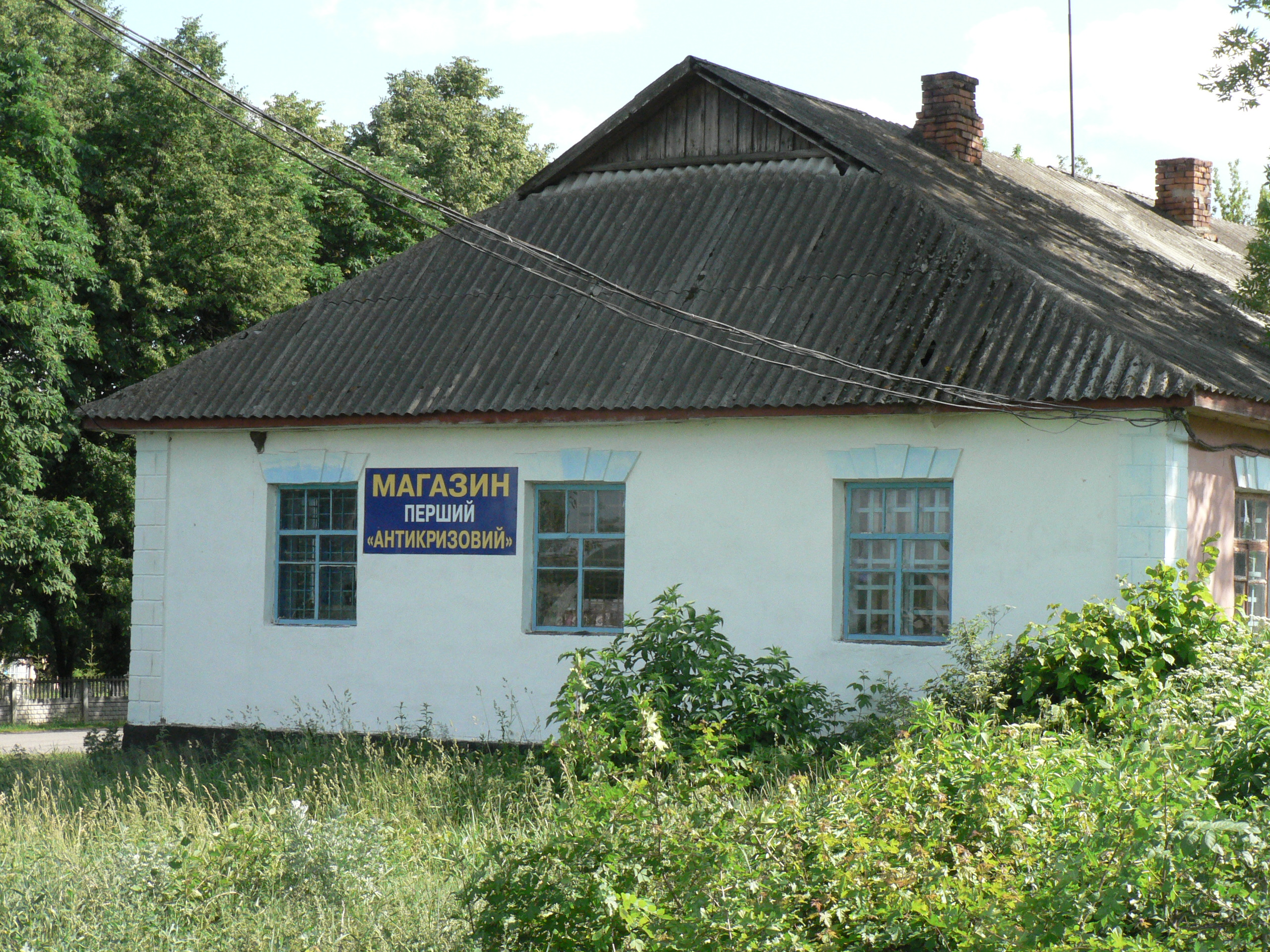
«Перший антикризовий» магазин в Дзвонисі

У 1958 р. з комплексних бригад навколишніх населених пунктів створено об'єднану сільськогосподарську артіль «Росія» з головною конторою в Дзвонисі. Площа земель склала 5148 га. У розпорядженні колгоспу було 337 га лісу, 22 га ставків і водойм, 5 майстерень, автопарк, 6 тваринницьких ферм. Головою колгоспу «Росія» обрано Приймака Василя Дмитровича. Чимало колгоспників стали орденоносцями. В селі працювали середня школа, бібліотека, клуб, медичний пункт, дитячі ясла. В 1967 р. збудовано будинок культури на 300 місць. Втім, у сучасну добу відбулись докорінні зміни.

### Новітня історія
Станом на 2011 рік кількість населення становить 363 особи. Загальна площа земель в селі — 2928 га. Працюють загальноосвітня школа І — II ступенів, дошкільний дитячий навчальний заклад, фельдшерсько-акушерський пункт, сільський клуб, два заклади торгівлі, серед яких магазин під назвою «Першій антикризовий». Відбувається служба у церкві. Село частково газифіковано. До Дзвонихи веде асфальтована дорога з Тиврова, а по селу у напрямку Колюхова — розбита бруківка.
З 2001 р. ПП «Віта» орендує земельні паї жителів села і є основним платником податків до сільського бюджету. З 2009 р. функціонує ТОВ «Подільська курка» з відгодовування курей.
12 червня 2020 року, відповідно до Розпорядження Кабінету Міністрів України від  № 707-р «Про визначення адміністративних центрів та затвердження територій територіальних громад Вінницької області», увійшло до складу Тиврівської селищної територіальної громади.
19 липня 2020 року, в результаті адміністративно-територіальної реформи та ліквідації Тиврівського району, село увійшло до складу новоутвореного Вінницького району.

## Відомі люди

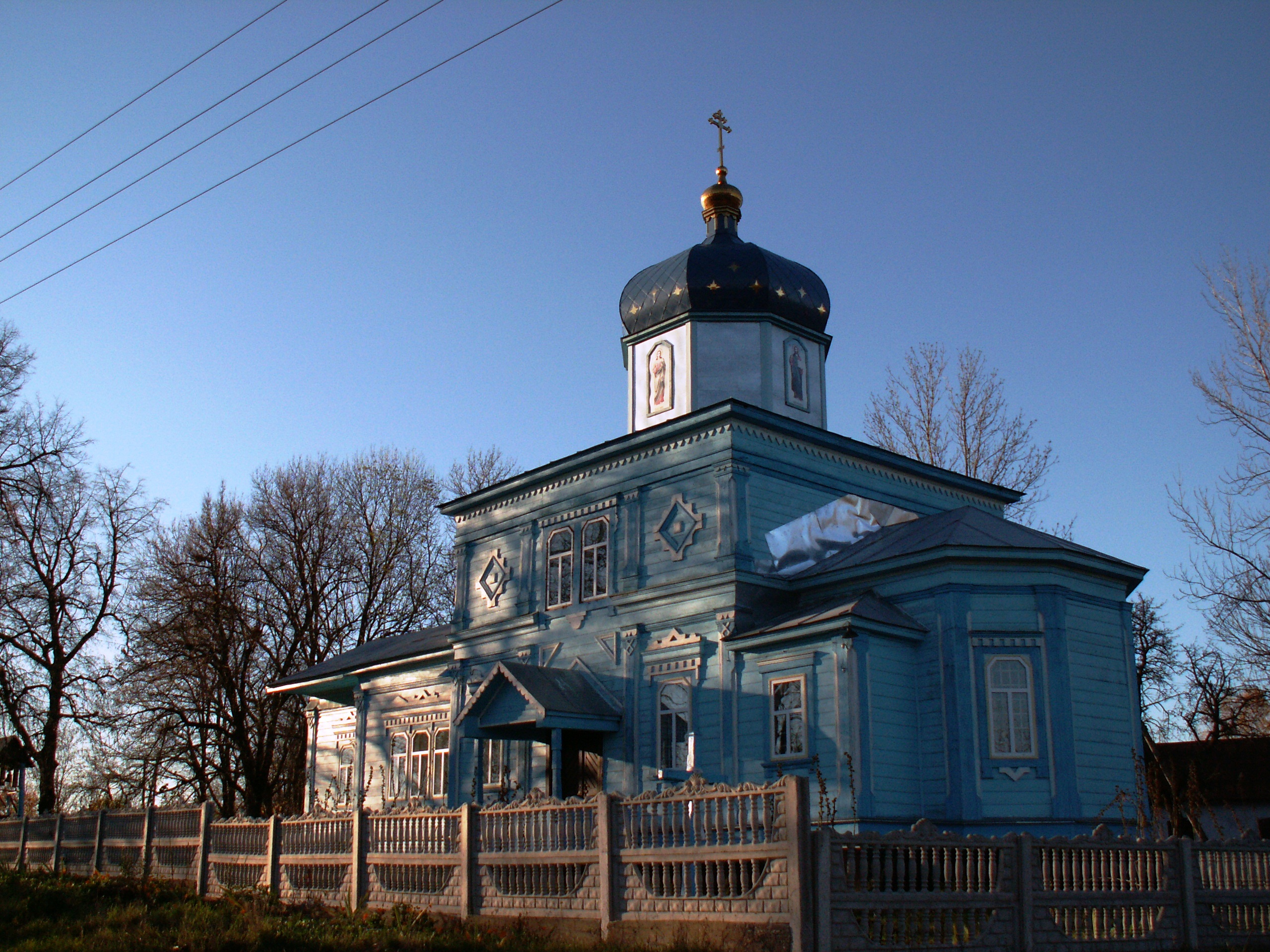
Покровська церква,1888 (сучасний вигляд)

Родом з села:
- Блажчук (Огневик) Трохим Петрович (1904–1940) — пролетарський поет, журналіст. Дописувач районної газети. Активіст всеукраїнської селянської спілки письменників «Плуг», автор перших шкільних українських читанок у 1925 р. Помер внаслідок трагічного випадку, коли трамвай у Вінниці впав з мосту в Південний Буг;
- Голубенко Іван Карпович (09.10.1929 - 23.09.2014) - український історик. Випускник Чернівецького військового училища та Львівського університету імені Івана Франка. Полковник. Викладав історію України у вищих навчальних закладах міста Львова - інституті внутрішніх справ,торговельному та лісотехнічному інститутах. Кандидат історичних наук. Автор праці "Історія Тиврівщини" - першого в незалежній Україні і тривалий час єдиного масштабного дослідження про минуле громад тодішнього Тиврівського району  та його видатних уродженців і мешканців.
- Крандакова Олена Василівна (1951) — українська діячка, головний економіст радгоспу-заводу «Золоте поле» Кіровського району АР Крим, начальник управління кадрового забезпечення Пенсійного фонду України. Народний депутат України 2-го скликання.
- Патлатюк Олександр Яремович (1930–2009) — машиніст вугільних комбайнів, бригадир, гірничий майстер, диспетчер, майстер будівельного відділення на шахтах Донбасу, Герой соціалістичної праці (1957), кавалер нагрудного знаку «Шахтарська слава» трьох ступенів;
- Паламарчук Петро Романович (1950 р. н.) — президент Фонду інвалідів Чорнобиля міста Москви. У 1979 р. — заступник начальника пуско-налагоджувальної дільниці Чорнобильської АЕС. Нагороджений орденами «За мужність», «За заслуги перед Вітчизною», медаллю «За трудову доблесть».

## Історико-культурна спадщина і пізнавально-туристичний потенціал
- Поселення епохи бронзи (XVI–XIV ст. до н. е.);
- два поселення Зарубинецької культури (І ст. до н. е. — II ст. н. е.);
- два поселення Черняхівської культури (II–IV ст.);
- будинок народної школи (1883);
- Покровська церква (1888);
- могила комсомольця С. І. Патлатюка (1968); пам'ятник 129 воїнам-односельцям, загиблим у часи Великої вітчизняної війни (1970).[20]
- Палац Ярошинських в Дзвонисі
  - конюшня та воловня поміщика Ярошинського (ХІХ ст.);

## Галерея
|                                 |
| Господарська споруда у Дзвонисі |

|                               |
| Дорога до річки в центрі села |

|                                             |
| Конюшні пана Ярошинського (сучасний вигляд) |

|                                         |
| Служба в Покровській церкві с. Дзвониха |